# جواري (قرية)
جواري هي قرية تقع في الجزء الشمالي من جمهورية السودان على الضفة الغربية للنيل في منطقة الشايقية. لا يتعدى تعداد سكانها الحالي الثلاثمائة نسمة ومن أشهر علمائها ومشياخها الخليفة مختار محمد خير هلال، وهو من مشايخ الطريقة الختمية، وابنه الشيخ عثمان مختار. تعتمد بالكامل على زراعة التمور، والخضروات، وهي كغيرها من قرى الشايقية تتسم بالهدوء وجمال الطبيعة. وقد هاجر معظم شبابها في بداية القرن العشرين إلى شتى البسيطة ومعروف عنهم التمسك بالدين والمبادئ والتحق معظمهم بالسلك التعليم ومن اشهرهم محمد عبد الرحمن التاجر المدفون في المعلا ومحمد خير المدير 
لشركه شل في ستنات القرن الماضي والبرفسور عثمان المقيم في الولايات المتحدة.